# Weltklasse Zürich 2012
Weltklasse Zürich 2012 – mityng lekkoatletyczny, który odbył się 30 sierpnia w Zurychu (dzień wcześniej w hali dworca kolejowego w centrum miasta rozegrano konkursy pchnięcia kulą). Zawody są przedostatnią odsłoną (jedną z dwóch finałowych) prestiżowej Diamentowej Ligi w sezonie 2012.

## Rezultaty

### Mężczyźni
| Konkurencja:               | 1. miejsce                                                                     | Rezultat   | 2. miejsce                                                               | Rezultat | 3. miejsce                                                                         | Rezultat |
| Bieg na 100 m              | Yohan Blake                                                                    | 9,76       | Nesta Carter                                                             | 9,95     | Ryan Bailey                                                                        | 9,97     |
| Bieg na 200 m              | Usain Bolt                                                                     | 19,66      | Nickel Ashmeade                                                          | 19,85    | Jason Young                                                                        | 20,08    |
| Bieg na 800 m              | Mohammed Aman                                                                  | 1:42,53 NR | David Rudisha                                                            | 1:42,81  | Leonard Kirwa Kosencha                                                             | 1:44,29  |
| Bieg na 5000 m             | Isiah Kiplangat Koech                                                          | 12:58,98   | Thomas Pkemei Longosiwa                                                  | 12:59,24 | Bernard Lagat                                                                      | 12:59,92 |
| Bieg na 400 m przez płotki | Angelo Taylor                                                                  | 48,29      | Omar Cisneros                                                            | 48,34    | Jehue Gordon                                                                       | 48,40    |
| Sztafeta 4 x 100 m         | Stany Zjednoczone · Darvis Patton · Wallace Spearmon · Tyson Gay · Ryan Bailey | 38,02      | Jamajka · Mario Forsythe · Jason Young · Warren Weir · Kemar Bailey-Cole | 38,19    | Wielka Brytania · Christian Malcolm · Dwain Chambers · Daniel Talbot · Adam Gemili | 38,30    |
| Skok wzwyż                 | Iwan Uchow                                                                     | 2,31       | Robbie Grabarz                                                           | 2,28     | Andriej Silnow                                                                     | 2,25     |
| Skok o tyczce              | Renaud Lavillenie                                                              | 5,70       | Björn Otto                                                               | 5,55     | Jan Kudlička                                                                       | 5,55     |
| Trójskok                   | Fabrizio Donato                                                                | 17,29      | Christian Taylor                                                         | 17,16    | Benjamin Compaoré                                                                  | 16,96    |
| Pchnięcie kulą             | Reese Hoffa                                                                    | 21,64      | Ryan Whiting                                                             | 21,49    | Tomasz Majewski                                                                    | 21,18    |
| Rzut oszczepem             | Tero Pitkämäki                                                                 | 85,27      | Antti Ruuskanen                                                          | 83,36    | Ołeksandr Pjatnycia                                                                | 82,95    |

### Kobiety
| Konkurencja:                  | 1. miejsce              | Rezultat | 2. miejsce        | Rezultat | 3. miejsce            | Rezultat |
| Bieg na 100 m                 | Shelly-Ann Fraser-Pryce | 10,83    | Carmelita Jeter   | 10,97    | Allyson Felix         | 11,02    |
| Bieg na 200 m                 | Lauryn Williams         | 22,96    | Aleen Bailey      | 22,98    | Mujinga Kambundji     | 23,59    |
| Bieg na 400 m                 | Sanya Richards-Ross     | 50,21    | Amantle Montsho   | 50,33    | Rosemarie Whyte       | 50,41    |
| Bieg na 1500 m                | Abeba Aregawi           | 4:05,29  | Mercy Cherono     | 4:06,42  | Shannon Rowbury       | 4:07,14  |
| Bieg na 3000 m z przeszkodami | Etenesh Diro            | 9:24,97  | Hiwot Ayalew      | 9:26,99  | Hyvin Jepkemoi        | 9:29,70  |
| Bieg na 100 m przez płotki    | Dawn Harper             | 12,59    | Queen Harrison    | 12,68    | Kellie Wells          | 12,69    |
| Skok w dal                    | Jelena Sokołowa         | 6,92     | Blessing Okagbare | 6,85     | Shara Proctor         | 6,80     |
| Pchnięcie kulą                | Valerie Vili            | 20,81    | Michelle Carter   | 19,25    | Cleopatra Borel-Brown | 18,66    |
| Rzut dyskiem                  | Sandra Perković         | 63,97    | Yarelis Barrios   | 61,73    | Żaneta Glanc          | 61,31    |

## Rekordy
Podczas mityngu ustanowiono 2 krajowe rekordy w kategorii seniorów:
| Zawodnik      | Reprezentacja | Konkurencja           | Rezultat |
| ------------- | ------------- | --------------------- | -------- |
| Mohammed Aman | Etiopia       | bieg na 800 metrów    | 1:42,53  |
| Valerie Vili  | Nowa Zelandia | pchnięcie kulą (hala) | 20,81    |